# Celebret
Il celebret (dal latino celebret , "che celebri") è un documento di autorizzazione da parte della Chiesa cattolica che indica il permesso di celebrare la messa ed amministrare i sacramenti riconosciuto ad un prete cattolico dal vescovo o dal superiore religioso e serve per "certificare" l'idoneità del celebrante, o più semplicemente autorizzare il sacerdote a celebrare messa fuori dalla propria diocesi, ed evitare i casi di persone che si rendano illegittimamente protagoniste di azioni liturgiche non valide, un grave illecito che, secondo il Codice di diritto canonico, viene sanzionato con la scomunica.
Tale documento in passato consisteva in una vera e propria lettera commendatizia con incipit in latino che cominciava appunto con l'espressione celebret, e con tanto di firma e sigillo mentre oggi consiste in un modulo prestampato o un cartellino identificativo e personale che può variare nella forma a seconda della diocesi.
La forma oggi più accreditata è una tessera sulla cui facciata anteriore vengono riportate, nella lingua ufficiale della nazione, le generalità del sacerdote con la data della ordinazione, incardinazione nel clero secolare o in un ordine religioso, e fotografia; mentre sul retro, in lingua latina, è sancito il fatto che il sacerdote è munito delle facoltà abituali per predicare (can. 764), esercitare il culto divino (can. 835), ovvero celebrare lecitamente l’Eucaristia, e ascoltare le Confessioni (can. 967). Seguono in calce la firma dell'ordinario con timbro della diocesi di appartenenza.

## Storia
La legge risale al concilio Tridentino (sess. XXIII, De reform., cap. 16°), il quale si ispirò ad antichi canoni contro i preti girovaghi e stabilisce la regola secondo cui 'nessun chierico che è estraneo deve essere senza commendatorio senza lettera del proprio ordinario essere ammesso da qualsiasi vescovo per celebrare i misteri divini'. Altre prescrizioni le si possono ritrovare nel codice di diritto canonico (can. 804) in cui si evidenzia che scopo della legge fu non di ostacolare la celebrazione, ma di assicurare che la persona del celebrante fosse "proba".
Negli Stati Uniti, il Terzo Consiglio Plenario di Baltimora, come regolamento contro gli esattori di fondi per altre diocesi o paesi, ha emanato un decreto (n. 295) secondo cui ai sacerdoti in tale missione non dovrebbe essere permesso di celebrare la Messa nemmeno una volta fino a quando avevano ricevuto il permesso dall'ordinario. Questa regola è stata generalmente applicata nei sinodi diocesani.
L'assenza del celebret non è sufficiente per il rifiuto del permesso di dire Messa, se le persone degne di fede danno una testimonianza positiva della buona reputazione del sacerdote. Se il permesso viene irragionevolmente rifiutato, il sacerdote può dire la Messa privatamente, se non viene dato alcuno scandalo.